# Ставбутево
Ставбу́тево (бел. Стаўбу́цева, пол. Sanguciewo) — деревня в Сморгонском районе Гродненской области Белоруссии.
Входит в состав Жодишковского сельсовета.
Расположена в северной части района. Расстояние до районного центра Сморгонь по автодороге — около 24 км, до центра сельсовета агрогородка Жодишки по прямой — чуть менее 6 км. Ближайшие населённые пункты — Дексна, Постарини-III, Працуты. Площадь занимаемой территории составляет 0,1270 км², протяжённость границ 2460 м.
Согласно переписи население Ставбутева в 1999 году насчитывало 9 человек.
Автомобильной дорогой местного значения Н7826 деревня связана с дорогой Н6130 Гориденяты — Расло — Жодишки — Завидиненты. Также через Ставбутево проходит автодорога местного значения Н7953 Постарини-III — Працуты..